# António de Castro Xavier Monteiro
António de Castro Xavier Monteiro (* 1. Dezember 1919 in Airão, Distrikt Guimarães, Portugal; † 13. August 2000 in Lamego, Portugal) war ein portugiesischer Geistlicher und Bischof von Lamego von 1972 bis 1995.

## Leben und Wirken
Der in einer kleinen Gemeinde geborene Monteiro empfing am 15. August 1942 die Priesterweihe. Am 22. Februar 1964 wurde er zum Weihbischof in Vila Real in Portugal und zum Titularbischof von Ombi ernannt. Die Bischofsweihe spendete ihm am 3. Mai 1964 Francisco Maria da Silva, Erzbischof von Braga; Mitkonsekratoren waren António Valente da Fonseca, Bischof von Vila Real, und Florentino de Andrade e Silva, Weihbischof in Porto. Am 3. Februar 1966 wurde er Weihbischof in Lissabon und Titularerzbischof von Mitylene.
Er war Teilnehmer des Zweiten Vatikanischen Konzils. Papst Paul VI. ernannte ihn dann am 1. Juli 1972 zum Bischof der Diözese Lamego in Nordportugal. Dieses Amt hatte er bis zu seiner Emeritierung am 5. Januar 1995 inne.
Der emeritierte Bischof von Lamego starb am 13. August 2000 im Alter von 80 Jahren.
In Guimarães ist eine Straße nach ihm benannt.